# Apeadero Ingenio San Lorenzo
Ingenio San Lorenzo era un apeadero ubicado estratégicamente en el ingenio azucarero perteneciente a la Compañía Limitada San Lorenzo. Durante su funcionamiento se constituyó como el punto más estratégico donde, a través del ramal al Ingenio San Lorenzo, Línea Económica al Valle del Río Negro despachaba las cargas de materias primas y enviaba su producción hacia General Lorenzo Vintter y desde allí a Buenos Aires.
El lugar donde hoy permanecen las ruinas del ingenio azucarero es un sitio histórico y protegido en la Provincia de Río Negro Argentina. El apeadero funcionó solo para formaciones de cargas y su presencia fue registrada en algunos los itinerarios e informes del ferrocarril. Este importante punto se mantuvo activo hasta el cierre en 1941 del gran ingenio que fue propiedad de la Compañía Industrial Agrícola  San Lorenzo Limitada.

## Toponimia
El nombre se tomó del ingenio que producía azúcar a partir de remolachas. A esta importante fábrica las formaciones arribaban para buscar o llevar las cargas. Por otro lado, en sus comienzos varios itinerarios lo nombraron Km 77. Sin embargo, se hizo tomando la distancia desde el ingenio hacia General Lorenzo Vintter; ya que en sus comienzos el ferrocarril iniciaba en Vintter y culminaba en el ingenio como se muestra en el itinerario de 1934. Una vez creado el empalme y la vía proseguir rumbo colonia San Juan surgió otro Km 77. Esto no tardó en generar confusión y se tuvo que renombrar al apeadero con el nombre del ingenio en vez del kilometraje duplicado.

## Datos Geográficos
Se hallaba a muy poca distancia de distancia de un canal de riego derivado del río Negro. Gracias a su ubicación en la planicie aluvial del Valle inferior del río Negro se le pudo asegurar agua potable ilimitada para el trasporte y producción.

## Historia
El ramal entró en funcionamiento en 1933 cuando el gran ingenio azucarero demandaba evacuar su producción e ingresar materias primas. En un primer momento la vía se tendió desde el ingenio, una vez llegado a San Lorenzo se proyectó un empalme para continuar en dirección a Conesa y San Juan en forma futura. Por otro lado, en un primer momento la vía se diagramó hacia estación Nuevo León, pero los ingenieros vieron más viable un trazo hacia General Lorenzo Vintter. Esto se verifica en el itinerario de 1934 que incluyó puntos operativos del ramal para ese año y otros en construcción desde General Conesa hacia Colonia San Juan y un empalme con la vía ancha de Vintter. Para 1935 fue formalmente abierta toda la línea. El empalme era un puntos estratégico que repartía las operaciones de carga hacia Vintter o direccionaba materias primas para abastecer y para cargar la producción del ingenio. El intenso trabajo de carga del empalme se detuvo con el cierre del Ingenio San Lorenzo en 1941. Desde entonces, a pesar de quedar desierta su función y utilidad continuó apareciendo en algunos itinerarios incluso hasta 1946. Posteriormente, el empalme junto con todo el ramal al ingenio sería clausurado en 1958 como sugiere un informe de ese año. El resto del ferrocarril se mantuvo operativo hasta 1961 cuando todo el ferrocarril fue clausurado en el marco del plan Larkin impulsado por el radical Arturo Frondizi. Años más tarde, todo el ramal sería levantado desde 1968.

## Infraestructura
Este punto fue clasificado, según un informe de 1958 y datos del itinerario del FCE de 1945 sugieren a San Lorenzo como controladora del empalme y toda su infraestructura. Según el informe el apeadero fue clasificado como embarcadero habilitado para pasajeros que habrían sido empleados del ingenio. Sin embargo, estada especializado en cargas con la leyenda: “se emite guía a o de San Lorenzo". En tanto, para  operar sus trabajos se valía de:
- Triángulo para girar las máquinas desde el ingenio.
- Toma de agua y tanque.
- Ramal de 3.328 metros al Ingenio remolachero notado como desvío saliente desde la estación San Lorenzo.
- Playas de maniobras de cargas con andenes

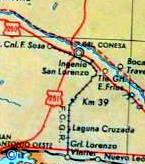
Mapa de los puntos más relevantes del ferrocarril en 1962 tras la clausura. Se constituye en uno de los mapas más completos que muestra detalles únicos como la diagramación del ramal al ingenio azucarero y el nombre definitivo que alcanzó este apeadero punta de riel.

## Funcionamiento

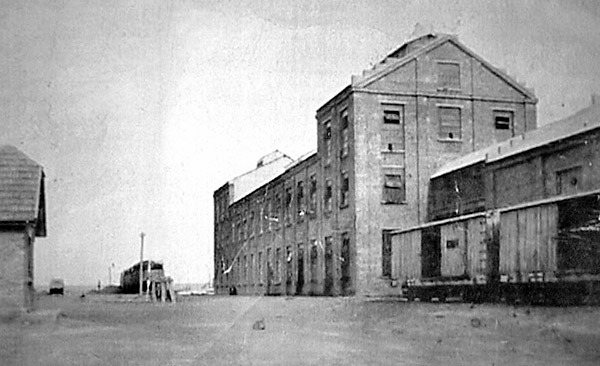
El apeadero del ingenio recibiendo una formación de cargas. El ferrocarril, a partir de este empalme, podía derivar operaciones cargueras a través de un ramal que auxiliaba al ingenio para abastecerlo o despachar su producción.

El análisis de documentos como los itinerarios, informes y guías de horarios lo largo del tiempo muestra como fue variando la situación de este punto periodo de tiempo:

El primer itinerario que abordó la línea fue confeccionado el 10 de diciembre de 1934. El mismo, incluye al ramal en las líneas del Estado; sección líneas Patagónicas. En este documento se demuestra que antes de la inauguración de 1935, el ferrocarril ya estaba casi construido y en funcionamiento. De este modo, todos los puntos menos El Porvenir estaban creados y figuraban en el itinerario. Sin embargo, el viaje solo se realizaba para cargas condicionales para el tramo Ingenio/San Lorenzo - Vintter; y desde San Lorenzo en adelante se informaba la leyenda "en construcción" para estaciones Conesa y Sosa. Las cargas corrían en forma ascendente todos los días menos los domingos desde Vintter a las 8:00 para arribar a San Lorenzo a las 13:00. En tanto, trenes descendentes corrían diariamente, menos los lunes, desde San Lorenzo a las 8 con arribo a Vintter a las 13:15. En cuanto a detalles del apeadero, no fue nombrado por su nombre completo y no se informó detalles como en que horarios era operado con las cargas hacia y desde el ingenio. A pesar de la omisión, este punto fue eje de todas las cargas en ese año y de toda la actividad.

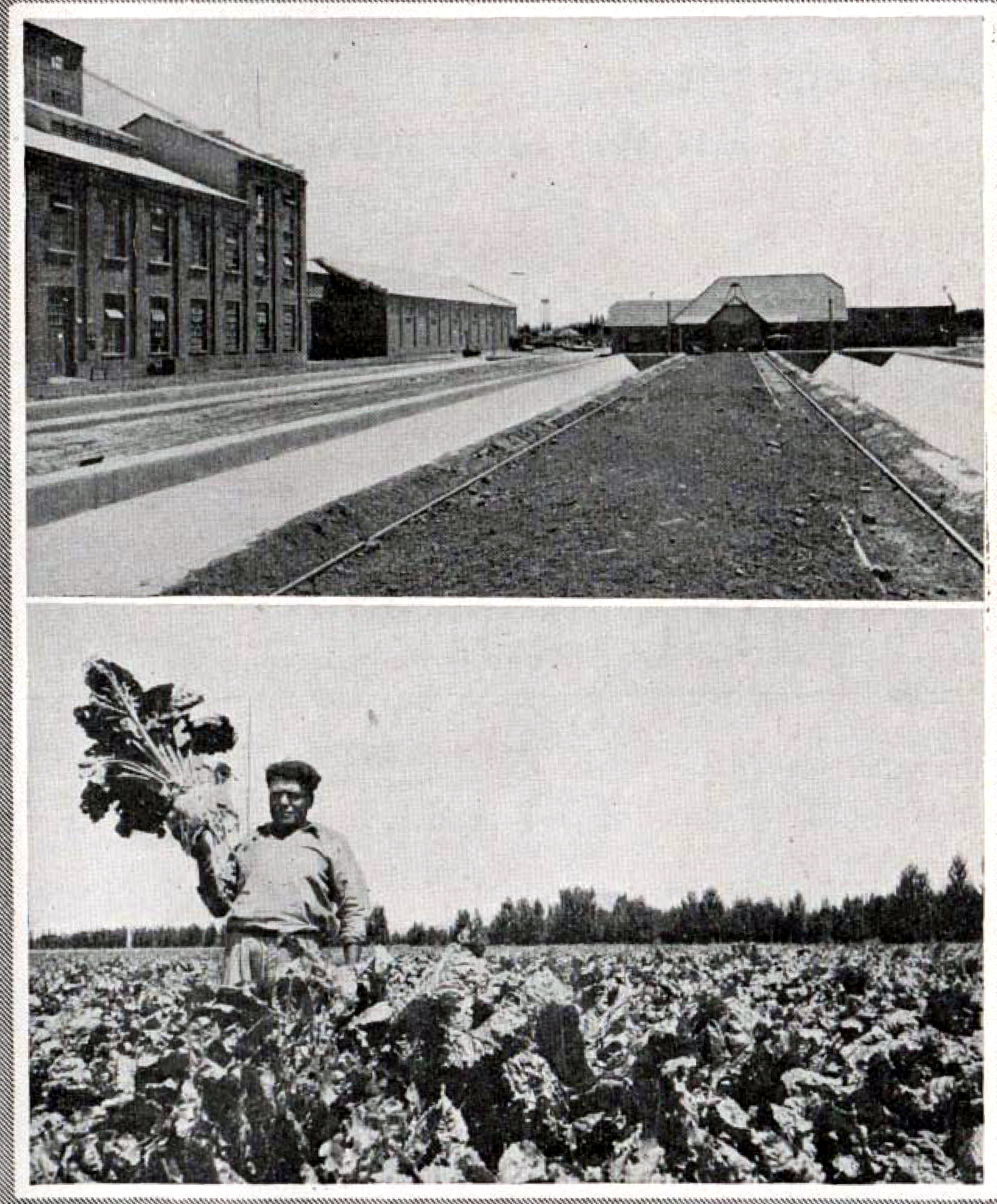
Publicidad de la compañía mostrando el apeadero ferroviario en el ingenio y la riqueza de sus cultivos en la guía de horarios de 1938.

El segundo documento que abordó el ramal fue la guía de horarios de Ferrocarriles del Estado de 1936. En la misma se centró en los servicios de pasajeros. En ella se detalló que el ramal operaba sus servicios con trenes mixtos desde estación Plaza Constitución los jueves desde las 20:15, pasando por estación Carmen de Patagones a las 12:20 y a las 16:17 arribaba a estación General Lorenzo Vintter. La extensa referencia a los servicios de pasajeros llevó a que el apeadero, junto con el ramal centrado en las cargas al ingenio no fuera tenido en cuenta en esta guía. Sin embargo en la misma guía se presentó un mapa donde se incluyó a la Línea Económica al Valle del Río Negro. En este mapa se vio como punta de riel al Ingenio San Juan, nombre errado peor que pudo referenciar a la intensa actividad que tuvo el ingenio.
El tercer documento que abordó el ramal fue la guía de horarios de Ferrocarriles del Estado de 1938. En la misma no se detalló grandes diferencias respecto a la guía anterior. Además, se vio publicidad histórica de la Compañía San Lorenzo e imágenes de este apeadero.
El itinerario de Ferrocarriles del Estado del 15 de diciembre de 1940 fue el último registro antes del cierre del ingenio y la caída de actividad. En el mismo no se hizo mención a Plaza Constitución como destino y se redujo los tiempos de trenes mixtos. En cuanto al funcionamiento de todos sus puntos, se hizo por primera vez mención detallada del ramal al ingenio San Lorenzo como diferenciado del resto de la Línea Económica al Valle del Río Negro. El ramal de pocos kilómetros estaba dedicado a las cargas y se situaba desde el kilómetro 75.58, luego por empalme al ingenio San Lorenzo se recorría una vía diferente hacia el kilómetro 77 donde se situaba este apeadero que servía al Ingenio.

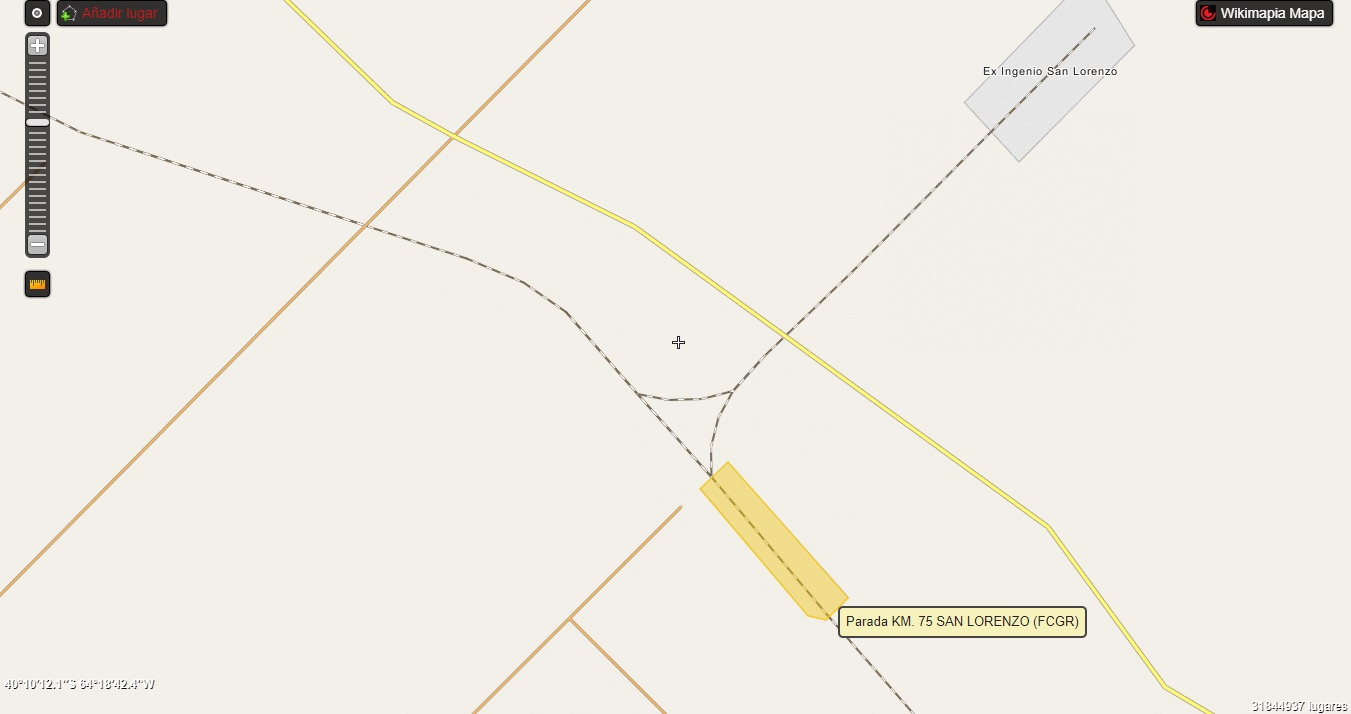
Imagen satelital de donde estuvo el ramal con sus tres puntos de interés: la estación San Lorenzo, el empalme en forma de triángulo y el ingenio azucarero como destino final.

El itinerario de 1945 se dedicó a efectuar solo un conteo de los materiales de las líneas del estado. Dentro de la Línea Económica al Valle del Río Negro se volvió a detallar el ramal y el apeadero Km 77. En su lugar el itinerario incluyó los 3.328 kilómetros del ramal como vías auxiliares de la estación San Lorenzo, lo que indicó ya la caída en desuso del ramal. La caída del uso del ramal coincide con el cierre definitivo de la Compañía San Lorenzo  acaecida en noviembre de 1941.
En el documento se detalló que el apeadero y ramal al ingenio compartían características en común con el resto de la línea.
El itinerario del 3 de enero de 1946 abordó las líneas del Estado y se concentró en las Líneas Patagónicas. Puntualmente, el ferrocarril mostraba el descenso de la actividad producto del cierre del ingenio. Esto se demuestra en que las frecuencias se habían reducido a solo un día  para trenes mixtos de pasajeros y su servicio de cargas pasó a ser condicional en un solo día a la semana. En cuanto al servicio de pasajeros, era operado por trenes mixtos en forma ascendente los sábados desde Vintter a las 16:15, pasando por San Lorenzo a las 18:48 y arribando a Sosa desde las 20:45. El descenso iniciaba el lunes desde Sosa a las 9:15, visitando San Lorenzo a las 10:45 y terminando en Vintter a las 13:45 con una notable reducción de los tiempos. En cambio, las cargas pasaron a ser condicionales y partían desde Vintter los martes a las 12:00, con parada a las 15:10 en San Lorenzo y para arribo a Sosa a las 18:05. Mientras que el regreso se ejecutaba el miércoles desde Sosa a las 9:00, visita a las 10:55 a San Lorenzo y culminación en Vintter a las 15:25. El tren tenía los mayores tiempos de parada en San Lorenzo. Mientras que el servicio de pasajeros se detenía entre 5 y 15 minutos en los otros puntos, en San Lorenzo lo hacía media hora. El motivo fue que la estación San Lorenzo era el único punto habilitado para cargar agua a las locomotoras en el viaje de pasajeros. Asimismo, esta tardanza se vio agravada en el viaje de carga, siendo la espera en una hora. La mayor tardanza de las formaciones en el andén de San Lorenzo pudo ser porque se operaban cargas al ramal al ingenio San Lorenzo a través del empalme que estaba a 100 metros de estación San Lorenzo y con este movimiento se terminaba sumando media hora más.
El itinerario del 13 de diciembre de 1948 repitió las mismas condiciones que en itinerario anterior de 1946 y fue el último documento que describió el ramal interno al Ingenio San Lorenzo; aunque se repitió los mismos datos del itinerario de 1940.
El itinerario del 26 de mayo de 1952 abordó las líneas del Ferrocarril Roca que incluyó al ramal. El documento continuó informando que el ferrocarril seguía con una sola frecuencias para trenes mixtos de pasajeros y su servicio de cargas continuó como condicional en un solo día a la semana y se realizó la supresión del ramal al ingenio; no figurando el empalme al Ingenio San Lorenzo y el apeadero del ingenio al caer en desuso.
El último itinerario fue el de 1960 y constituye el último registro de la línea. En el documento se ve a la línea completamente integrada en el mapa de Ferrocarril Roca y no se volvió a informar del empalme y el ramal al ingenio. Esto confirmó la clausura notificada en el informe de 1958.

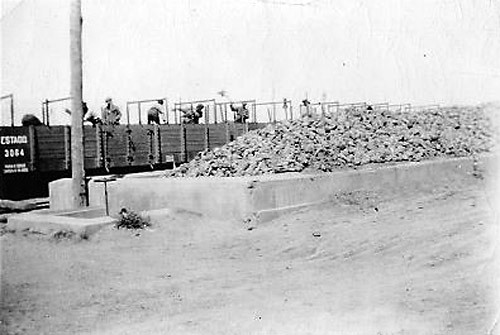
Intensos trabajos de cargas en el apeadero del ingenio.

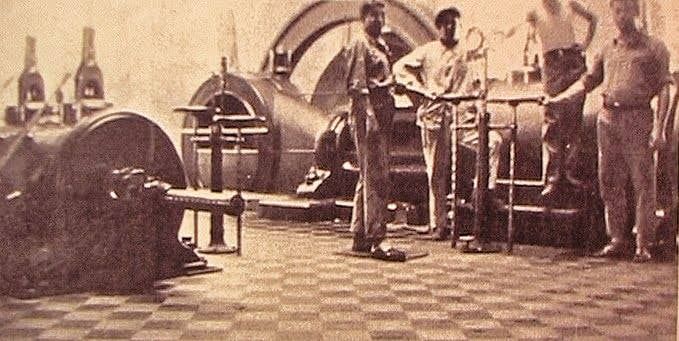
Interior del Ingenio con pisos refinados y numerosas calderas.
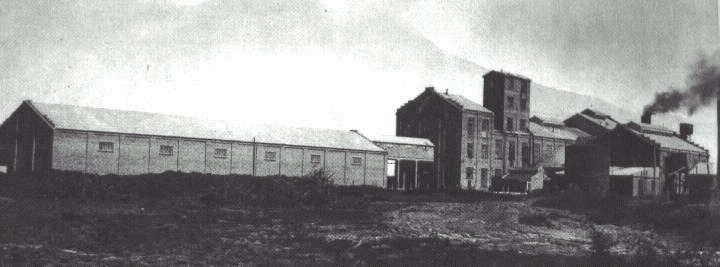
El ingenio en sus primeros años de pleno funcionamiento.
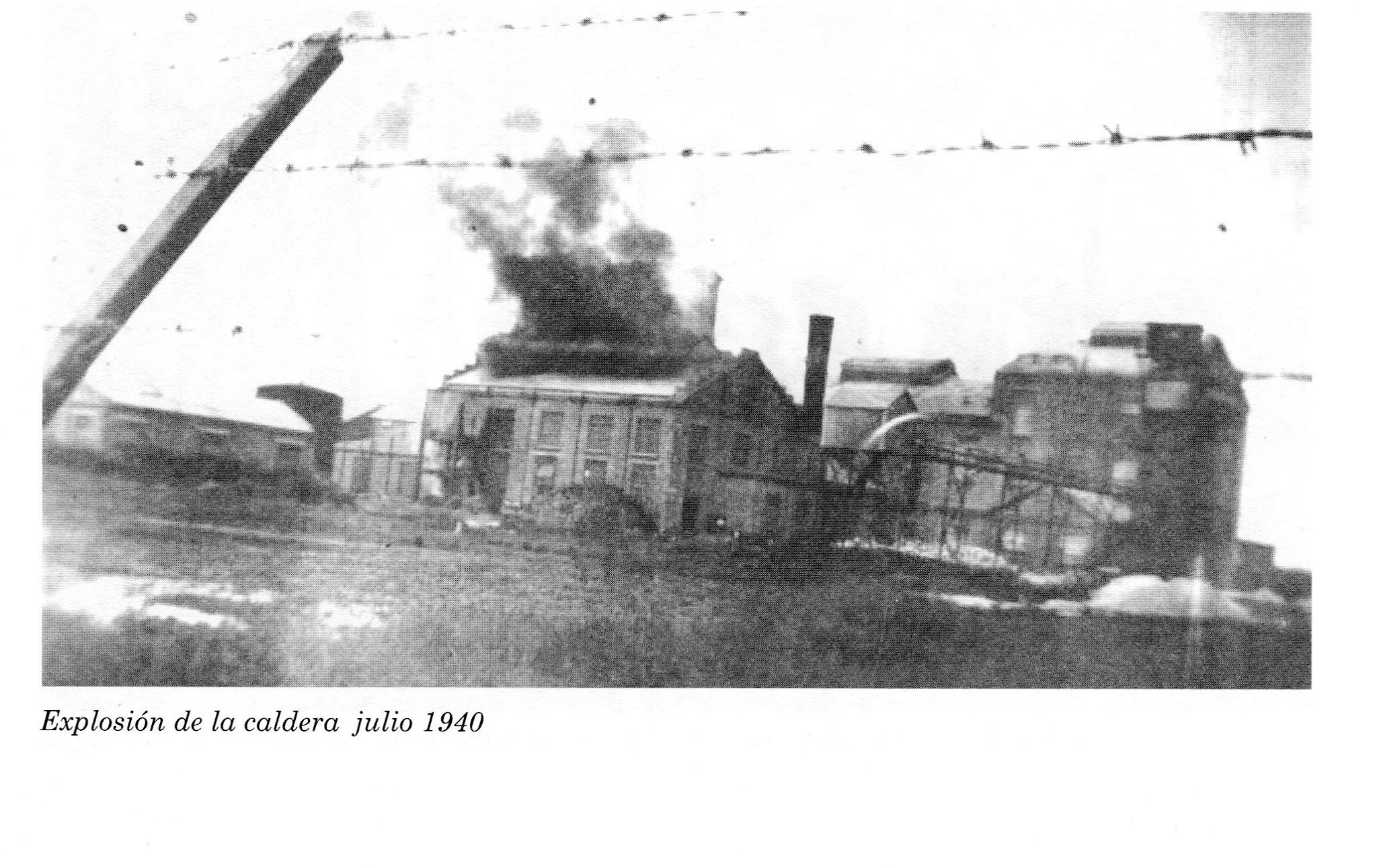
Explosión de la caldera en 1940 antes del cierre definitivo.
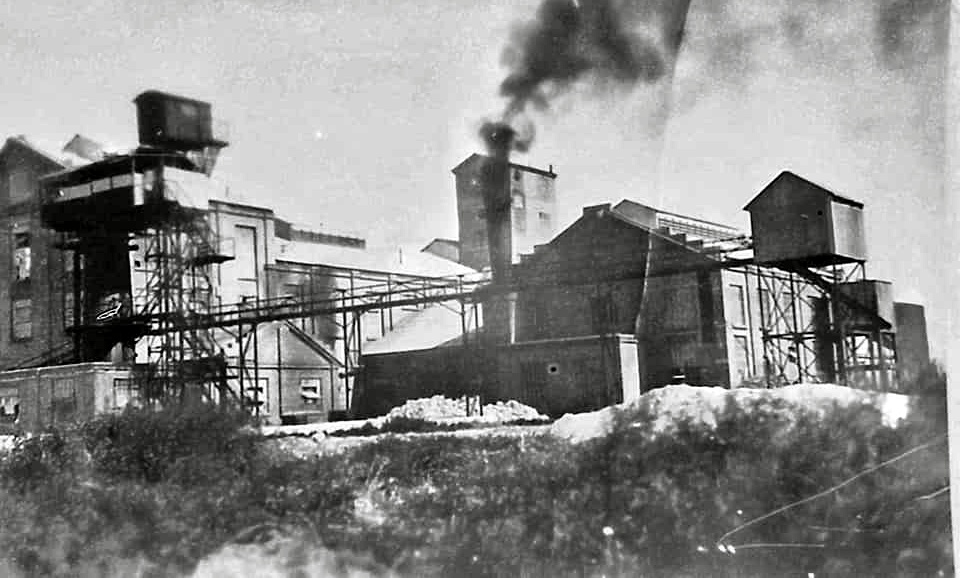
En ingenio trabajando a pleno en sus primeros años. Se observa, en el lado derecho de la imagen, un tanque que posiblemente abastecía a las máquinas a vapor del ferrocarril.
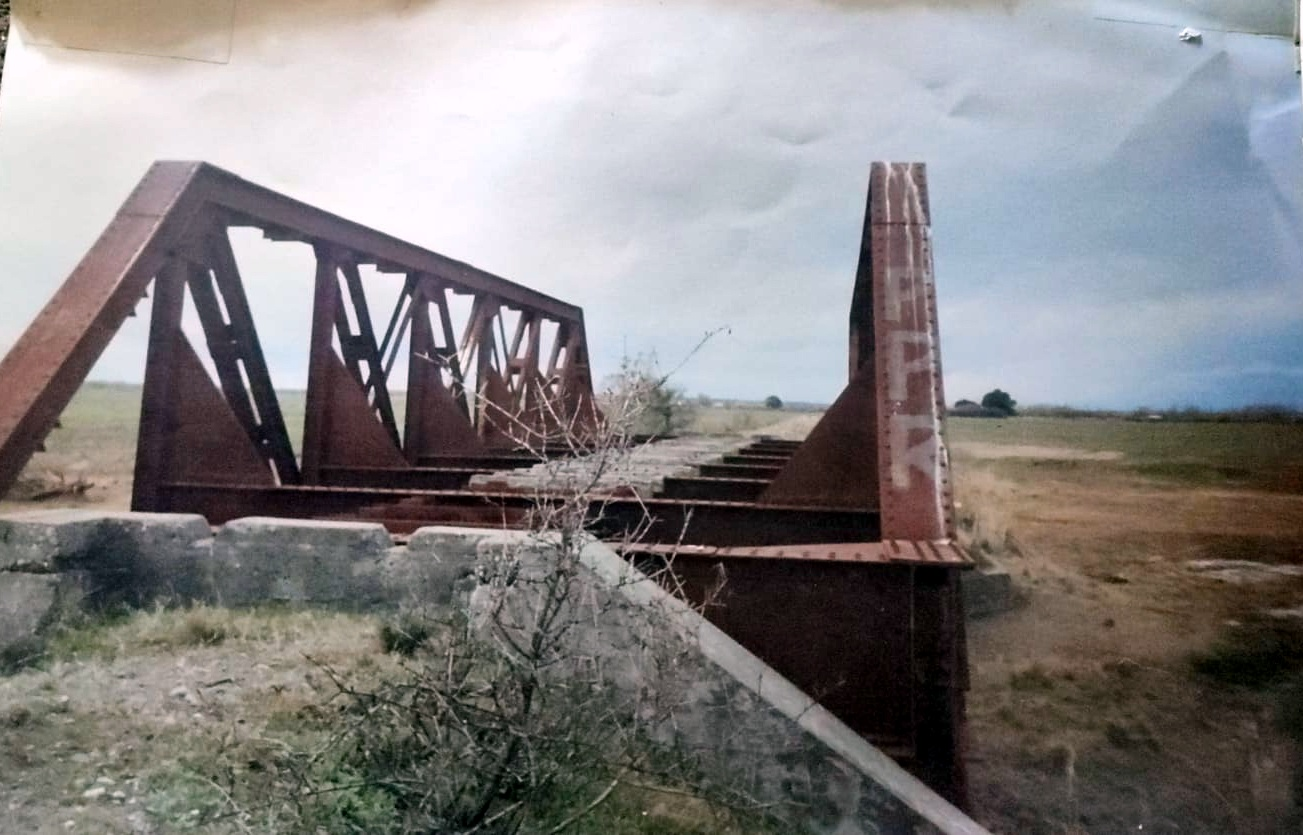
Uno de los últimos rastros del ramal al ingenio es el puente de hierro que permitía el paso de las formaciones cargueras hacia el ingenio.
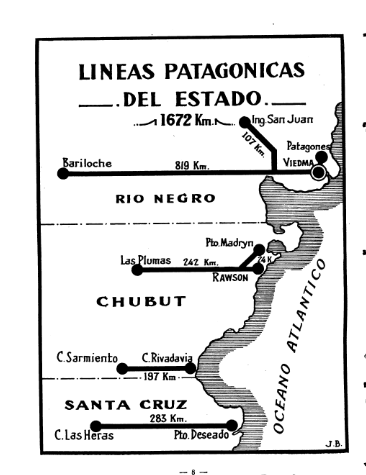
Mapas de 1936 donde se muestran las 5 Líneas Patagónicas de la empresa de Ferrocarriles del Estado. Llamativamente, se coloco ingenio San Juan a la estación San Juan por error o por resaltar su importancia dentro de la Línea Económica al Valle del Río Negro.